# ТиХИЙ
тиХИЙ — другий студійний альбом українського гурту «ТІК», випущений восени 2008 року лейблом Moon records.
Пісня «Білі троянди» — це переспів відомої в радянськи часи, пісні, яку виконував гурт «Ласковый Май». Автор — Сергій Кузнєцов.
На пісні «Білі троянди», «Прощайте дівчата», та «Свєта» були відзняти кліпи.

## Композиції
1. Ой, піду я на гору крутую (за участю вокального ансамблю 'Соколова') 2:26
2. Пісня про капєц 3:00
3. Білі троянди 3:45
4. Сінєглазочка 2:57
5. Good bye, girls 2:45
6. Пісня про воно 2:28
7. ЕРЕНБІ 2:49
8. Свєта 2:55
9. В День Народження 3:38
10. Guests 2:50
11. Ukrainian фолк-панк 3:40
12. Happy New Year 2:45
13. Олені (remix) 3:14

## Музиканти

### ТіК
1. Віктор Бронюк — вокал, акордеон
2. Олександр Пінчук — гітара
3. Олексій Ліманець — бас-гітара
4. Ян Нікітчук — труба
5. Сергій Шамрай — тромбон
6. Олександр Філінков — барабани
7. Євген Зиков — клавішні
8. Оксана Славна — бек-вокал

### Спеціально запрошені гості
1. вокальний ансамбль «Соколова»

### Запрошені музиканти
- Віталій Телезин — синтезатори (3, 4, 6, 8, 9, 10, 12), програмінг (3, 7, 8), піано (12), свисток (6), agogo (6), йоніка (4)
- Влад Ярун — гітара (4, 6), акустична гітара (10, 12)
- Олексій Саранчин — піано (12)
- Олексій Ярош — перкусія (7, 11)
- Андрій Шведц — труба (7)
- Сергій Олійник — бас гітара (5)